# Chrysolina zangana
Chrysolina zangana é uma espécie de artrópode pertencente à família Chrysomelidae.